# Neila (Fluss)

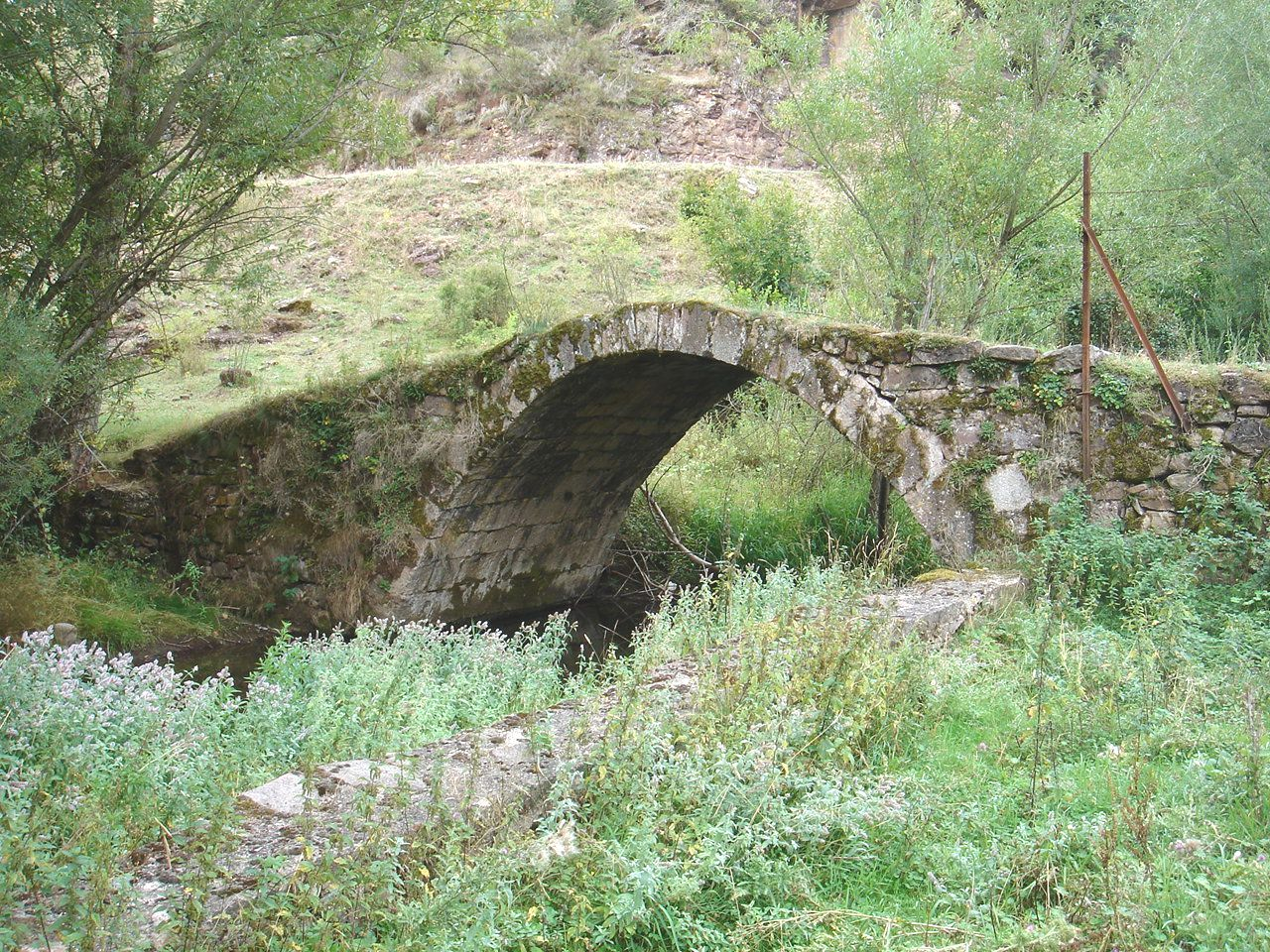
Mittelalterliche Brücke über den Río Neila

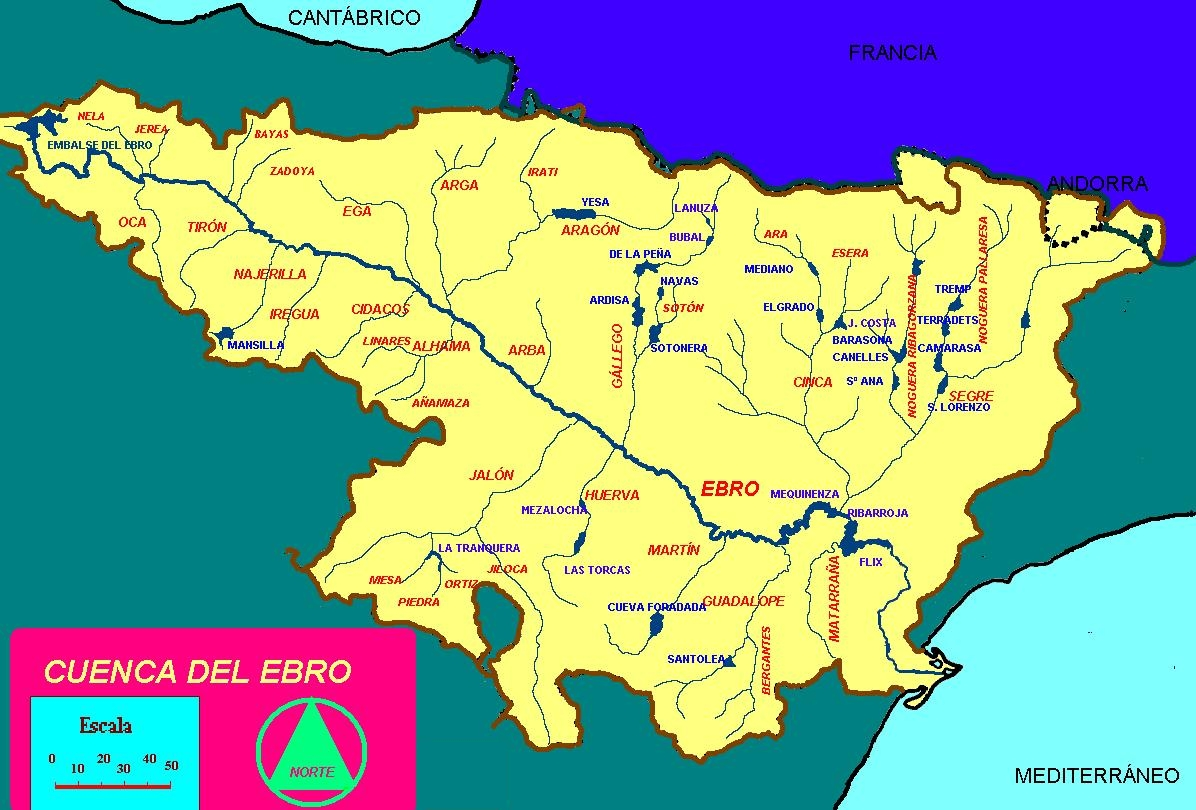
Einzugsgebiet (cuenca) des Ebro

Der Río Neila ist ein ca. 30 km langer südlicher Nebenfluss des Río Najerilla, der seinerseits in den Ebro mündet.

## Verlauf
Der Río Neila entspringt in einer Berghöhle der Sierra de la Demanda im äußersten Osten der Provinz Burgos etwa 5 km nordwestlich des Ortes Neila und fließt zuerst in südöstlicher, später dann in nördlicher Richtung durch die Region La Rioja um beim Ort Villavelayo in den Río Najerilla zu münden.
Manchmal wird der Río Neila auch als Quellfluss des Río Najerilla angesehen, der bei Villavelayo lediglich seinen Namen ändert.

## Orte am Fluss
- Neila
- Villavelayo

## Sehenswürdigkeiten
Zwei einbogige mittelalterliche Brücken überqueren den Fluss.